# SKE48のよくばり課外授業!
『SKE48のよくばり課外授業!』（エスケーイーフォーティーエイトのよくばりかがいじゅぎょう!）は、2013年4月29日から同年9月30日まで東海テレビで放送されていた深夜バラエティ番組。全6回。放送時間は、毎月最終月曜 0:35 - 1:05（日曜深夜）。

## 概要
SKE48のメンバーが毎回ある分野に詳しい特別講師を呼んで様々な「課外授業」を行い、役立つ豆知識や情報を習得する番組。特別講師が絶賛する「ご褒美」をかけて、ゲームやクイズで争奪戦を行なう。

## 出演者
- SKE48 - 生徒

司会進行
- 古川愛李（SKE48） - 担任
- それいけ斉藤くん（よしもとクリエイティブ・エージェンシー） - 副担任

## 放送日程
| 回 | 放送日         | 生徒メンバー                              | テーマ       | 特別講師                               | 特別講師の格言                         |
| -- | -------------- | ----------------------------------------- | ------------ | -------------------------------------- | -------------------------------------- |
| 1  | 2013年 4月29日 | 菅なな子・須田亜香里 佐藤聖羅・高柳明音   | ラーメン     | 石神秀幸（ラーメン評論家）             | ラーメンとは宇宙                       |
| 2  | 5月27日        | 加藤るみ・中西優香 斉藤真木子・松村香織   | 焼肉         | 寺門ジモン（ダチョウ倶楽部）           | 焼肉とは人生そのものだ!                |
| 3  | 6月24日        | 加藤るみ・木下有希子 出口陽・山下ゆかり   | 回転寿司     | 米川伸生 （日本回転寿司協会 専務理事） | 回転寿司とはアミューズメントパークだ!! |
| 4  | 7月29日        | 阿比留李帆・内山命 佐藤実絵子・梅本まどか | カレー       | 井上岳久 （カレー総合研究所 所長）     | カレーとは日本食だ                     |
| 5  | 8月26日        | 小林亜実・高木由麻奈 高柳明音・岩永亞美   | ウナギ       | ラズウェル細木（漫画家）               | うなぎとは永遠の神秘 パワーの源        |
| 6  | 9月30日        | 石田安奈・矢方美紀 竹内舞・宮前杏実       | ハンバーガー | 林真義 （東海ハンバーガー協会 会長）   | ハンバーガーとは自分へのご褒美         |

## エンディングテーマ
いずれもSKE48のシングル曲
- チョコの奴隷（4月29日、5月27日）
- 美しい稲妻（6月24日 - 9月30日）

## スタッフ
- ナレーター - 藤本晶子（東海テレビアナウンサー）
- 構成 - 荻巣しぐれ、森下ゆうじ
- 撮影 - 市原泰則、坂本知之
- 音声 - 白川有紀、中西洋輔
- 美術 - 水野亮
- 編集 - 岩月由和
- 音効・MA - 青木信之、堀道一
- タイトル・デザイン - 青木俊樹
- 衣装 - 古賀千由希
- デスク - 近藤智子
- 車両 - 玉田憲一
- 協力 - AKS
- AD - 山本亜沙果、長屋清香
- 編成 - 時田一雄
- AP - 藍川恵美子
- 演出 - 川島孝太郎（テイクス）
- プロデューサー - 稲吉豊
- 制作協力 - テイクス
- 製作著作 - 東海テレビ